# Consejería de Agricultura, Ganadería, Pesca y Alimentación de la Generalidad de Cataluña
La consejería de Agricultura, Ganadería, Pesca y Alimentación es una de las consejerías del Gobierno de Cataluña 2024-. Esta consejería fue creada el 12 de agosto de 2024 separando las competencias que poseía la Consejería de Acción Climática, Alimentación y Agenda Rural y adquiriendo la denominación actual. El actual consejero es Òscar Ordeig.

## Competencias
El DECRETO 133/2024, del 12 de agosto, de creación, denominación y determinación del ámbito de competencia de los departamentos de la Administración de la Generalidad de Cataluña, establece las competencias de las distintas consejerías de la Generalidad de Cataluña.
Las competencias de esta Consejería incluyen las políticas de agricultura, así como las políticas de ganadería, las políticas de pesca y asuntos marítimos, de las actividades cinegéticas y la pesca fluvial. Además, tiene asignadas tareas en materia del desarrollo del mundo rural. También, cuenta con competencias relativas a la gestión de los programas de transferencia de fondos de la Unión Europea de carácter agrario, ganadero, pesquero o de desarrollo rural de Cataluña. La Consejería se encarga de regular los bosques. Controla la industria agroalimentaria y las políticas de alimentación. Queda adscrito a la Consejería de Agricultura, Ganadería, Pesca y Alimentación, el Instituto Catalán de la Viña y el Vino.

## Consejeros
| Consejería con C. de Agric                                   | Titular                      | Titular      | Partido | Partido | Periodo                                 | Periodo                                 | Generalidad   | Generalidad          | Generalidad                |
| Consejería con C. de Agric                                   | Titular                      | Titular      | Partido | Partido | Inicio                                  | Fin                                     | Gobierno      | Presidente           | Presidente                 |
| ------------------------------------------------------------ | ---------------------------- | ------------ | ------- | ------- | --------------------------------------- | --------------------------------------- | ------------- | -------------------- | -------------------------- |
| Agricultura, Ganadería y Pesca                               | Agustí Carol i Foix          |              |         | CDC     | 8 de mayo de 1980                       | 18 de junio de 1984                     | Pujol I       |                      | Jordi Pujol                |
| Agricultura, Ganadería y Pesca                               | Josep Miró i Ardèvol         |              |         | CDC     | 18 de junio de 1984                     | 19 de diciembre de 1989                 | Pujol II      |                      | Jordi Pujol                |
| Agricultura, Ganadería y Pesca                               | Joan Vallvé                  |              |         | CDC     | 19 de diciembre de 1989                 | 14 de septiembre de 1992                | Pujol III     |                      | Jordi Pujol                |
| Agricultura, Ganadería y Pesca                               | Francesc Xavier Marimon      |              |         | CDC     | 14 de septiembre de 1992                | 29 de noviembre de 1999                 | Pujol IV      |                      | Jordi Pujol                |
| Agricultura, Ganadería y Pesca                               | Francesc Xavier Marimon      | Pujol V      |         | CDC     | 14 de septiembre de 1992                | 29 de noviembre de 1999                 |               |                      | Jordi Pujol                |
| Agricultura, Ganadería y Pesca                               | Josep Grau i Seris           |              |         | CDC     | 29 de noviembre de 1999                 | 20 de diciembre de 2003                 | Pujol VI      |                      | Jordi Pujol                |
| Agricultura, Ganadería y Pesca                               | Jordi William Carnes i Ayats |              |         | PSC     | 20 de diciembre de 2003                 | 29 de noviembre de 2006                 | Maragall      |                      | Pasqual Maragal            |
| Agricultura, Alimentación y Acción Rural                     | Joaquim Llena i Cortina      |              |         | PSC     | 29 de noviembre de 2006                 | 29 de noviembre de 2010                 | Montilla      |                      | José Montilla              |
| Agricultura, Ganadería, Pesca, Alimentación y Medio Ambiente | Josep Maria Pelegrí i Aixut  |              |         | UCD     | 29 de noviembre de 2010                 | 14 de enero de 2016                     | Mas I         |                      | Artur Mas i Gavarró        |
| Agricultura,Ganadería, Pesca, Alimentación y Medio Natural   | Josep Maria Pelegrí i Aixut  | Mas II       |         | UCD     | 29 de noviembre de 2010                 | 14 de enero de 2016                     |               |                      | Artur Mas i Gavarró        |
| Agricultura, Ganadería, Pesca y Alimentación                 | Meritxell Serret             |              |         | JxSí    | 14 de enero de 2016                     | 27 de octubre de 2017                   | Puigdemont    |                      | Carles Puigdemont          |
| Agricultura, Pesca, Alimentación y Medio Ambiente            | Isabel García Tejerina       |              |         | PP      | Aplicación del artículo 155 en Cataluña | Aplicación del artículo 155 en Cataluña | Rajoy II      |                      | Soraya Sáenz de Santamaría |
| Agricultura, Ganadería, Pesca y Alimentación                 | Teresa Jordà i Roura         |              |         | ERC     | 2 de junio de 2018                      | 12 de junio de 2023                     | Torra         |                      | Joaquim Torra i Pla        |
| Agricultura, Ganadería, Pesca y Alimentación                 | Teresa Jordà i Roura         | Aragonès (e) |         | ERC     | 2 de junio de 2018                      | 12 de junio de 2023                     | Pere Aragonès |                      |                            |
| Acción Climática, Alimentación y Agenda Rural                | Teresa Jordà i Roura         | Aragonès     |         | ERC     | 2 de junio de 2018                      | 12 de junio de 2023                     | Pere Aragonès |                      |                            |
| Acción Climática, Alimentación y Agenda Rural                | David Mascort                | Aragonès     |         |         | ERC                                     | 12 de junio de 2023                     | Pere Aragonès | 12 de agosto de 2024 |                            |
| Agricultura, Ganadería, Pesca y Acción Climática             | David Mascort                | Aragonès     |         |         | ERC                                     | 12 de junio de 2023                     | Pere Aragonès | 12 de agosto de 2024 |                            |
| Agricultura, Ganadería, Pesca y Alimentación                 | Òscar Ordeig                 |              |         | PSC     | 12 de agosto de 2024                    | En el cargo                             | Illa          |                      | Salvador Illa              |